# Ramechhap District
Ramechhap District er et af Nepals 75 administrative og politiske regioner, betegnet distrikter (lokalt betegnet district, zilla, jilla el. जिल्ला). Ramechhap er et distrikt i bakkeområdet Middle Hills, som ligger i Janakpur Zone i Central Development Region.
Ramechhap areal er 1.546 km² og der boede ved folketællingen 2001 i alt 212.408 og i 2007 237.260 og i 2011 202.646 i distriktet. Distriktets politiske organ District Development Committee er sammensat gennem indirekte valg, med repræsentation fra hver af de 9-17 administrative enheder ilakaer, hvert distrikt er opdelt i.
Ramechhap District er endvidere opdelt i 55 udviklingskommuner (lokalt navn: Gaun Bikas Samiti (G.B.S.) el. Village Development Committee (VDC)), hvoraf byer med over 10.000 indbyggere kategoriseres som købstæder (municipalities).
Ramechhap District er udviklingsmæssigt – gennem anvendelse af FN og UNDP's Human Development Index – kategoriseret som nr. 48 ud af Nepals 75 distrikter.

## Eksterne links
- Kort over Ramechhap District
- Ramechhap District sundhedsprofil – fra FN-Nepal (på engelsk) Arkiveret 27. september 2007 hos  Wayback Machine

27°20′00″N 86°05′00″Ø / 27.33333°N 86.08333°Ø